# Dawn Olivieri
Dawn Olivieri (* 8. února 1981 St. Petersburg, Florida) je americká herečka, modelka a dabérka, která se objevila v mnoha televizních pořadech a filmech. Byla obsazena jako Janice Herveaux ve třetí série seriálu televize HBO, Pravá krev. Mimo to se objevila například v seriálech Hrdinové, My Boys, Knight Rider – Legenda se vrací, Trust Me, Hvězdná brána: Atlantida a Jak jsem poznal vaši matku.
Měla hlavní roli ve filmu Hydra a namluvila roli Pepper Potts v animovaném seriálu Avengers: Nejmocnější hrdinové světa. V říjnu 2009 se objevila na obálce časopisu Maxim. Ve videohře inFamous 2 namluvila Lucy Kuo.

## Filmografie

### Film
| Rok  | Název                  | Role               | Poznámky |
| ---- | ---------------------- | ------------------ | -------- |
| 2006 | Paradise Lost          | Dana               |          |
| 2006 | Devil's Den            | Jezebel            |          |
| 2008 | Dozers                 | Ashley             |          |
| 2009 | Drop Dead Gorgeous     | Brooke             |          |
| 2009 | Takedown               | Jessica            |          |
| 2013 | Plush                  | Annie              |          |
| 2013 | Špinavý trik           | Cosmo Girl         |          |
| 2013 | Missionary             | Katherine Kingsmen |          |
| 2014 | Supremacy              | Doreen             |          |
| 2014 | A Change of Heart      | Laurie             |          |
| 2014 | To Whom It May Concern | Anna               |          |
| 2015 | The Last Witch Hunter  | Danique            |          |
| 2017 | Bright                 | Sherri Ward        |          |
| 2017 | A Change of Heart      | Laurie             |          |
| 2018 | Traffik                | Cara               |          |
| 2018 | Dokonalá loupež        | Debbie O'Brien     |          |
| 2018 | Darc                   | Ivy                |          |
| 2019 | Za oponou noci         | Adrain / Nicole    |          |

### Televize
| Rok        | Název                                | Role                      | Poznámky                                             |
| ---------- | ------------------------------------ | ------------------------- | ---------------------------------------------------- |
| 2004       | The Player                           | Samu sebe                 |                                                      |
| 2005       | Kriminálka Las Vegas                 | Striptérka                | díl: „Těla v pohybu"                                 |
| 2005       | Deal or No Deal                      | Modelka                   | 5 dílů                                               |
| 2006       | Las Vegas: Kasino                    | Sheri                     | díl: „Moderní legendy"                               |
| 2006       | Veronica Mars                        | Maggie                    | díl: „The Quick and the Wed"                         |
| 2006, 2008 | Jak jsem poznal vaši matku           | Anna                      | 3 díly                                               |
| 2008       | Hydra                                | Gwen Russell              | Televizní film                                       |
| 2008       | Hvězdná brána: Atlantida             | Neeva Casol               | díl: „Totožnost"                                     |
| 2009       | Odložené případy                     | Vonda Martin              | díl: „Skateborďáci"                                  |
| 2009       | Nebezpečné svádění                   | Lexy                      | Televizní film                                       |
| 2009       | Vincentův svět                       | kostymérka                | díl: „Security Briefs“                               |
| 2009–2010  | Hrdinové                             | Lydia                     | vedlejší role (4. řada), 16 dílů                     |
| 2010       | Pravá krev                           | Janice Herveaux           | díl: „Devět zločinů"                                 |
| 2010       | Pravidla zasnoubení                  | Cheyenne                  | díl: „Refusing to Budget“                            |
| 2011       | Avengers: Nejmocnější hrdinové světa | Pepper Potts (hlas)       | 4 díly                                               |
| 2011       | Upíří deníky                         | Andie Star                | vedlejší role (3. řada), 5 dílů                      |
| 2011       | Californication                      | herečka ztvárňující Karen | díl: „...a spravedlnost pro všechny“                 |
| 2012–2016  | Profesionální lháři                  | Monica Talbot             | hlavní role (1.–3. řada), vedlejší role (4.–5. řada) |
| 2015       | Tajnosti a lži                       | detektiv Felicia Sanchez  | vedlejší role (2. řada)                              |
| 2016       | Lucifer                              | Olivia Monroe             | 2 díly                                               |
| 2016       | Rosewood                             | FBI agentka Harrows       | díl: „Bacterium & the Brothers Panitch“              |
| 2018       | Tým SEAL                             | Amy Nelson                | díl: „No Man's Land“                                 |

### Videohry
- 2008: Need For Speed: Undercover - Rose Largo
- 2011: inFAMOUS 2 - NSA Lucy Kuo